# Glicilglicină
Glicilglicina este o dipeptidă, formată din glicină, fiind astfel cea mai simplă peptidă posibilă.
Compusul a fost sintetizat de Emil Fischer și Ernest Fourneau în 1901 prin fierberea 2,5-dicetopiperazinei (anhidrida glicinei) cu acid clorhidric.
Datorită toxicității scăzute, este utilizată în soluție tampon pentru sisteme biologice, cu interval de pH 2,5–3,8 și 7,5–8,9.